# Désiré-François-Xavier Van Camelbeke
Désiré-François-Xavier Van Camelbeke MEP (* 19. Februar 1839 in Nantes; † 9. November 1901) war ein französischer römisch-katholischer Ordensgeistlicher und Apostolischer Vikar von Ost-Cochin.

## Leben
Désiré-François-Xavier Van Camelbeke trat der Ordensgemeinschaft der Pariser Mission bei und empfing am 30. Mai 1863 das Sakrament der Priesterweihe.
Am 15. Januar 1884 ernannte ihn Papst Leo XIII. zum Titularbischof von Hierocaesarea und zum Apostolischen Vikar von Ost-Cochin. Der Apostolische Vikar von West-Cochin, Isidore-François-Joseph Colombert MEP, spendete ihm am 27. April desselben Jahres die Bischofsweihe; Mitkonsekratoren waren der Apostolische Vikar von Malakka-Singapur, Édouard Gasnier MEP, und der Apostolische Vikar von Nord-Cochinchina, Louis Caspar MEP.